# Walerian Pawłowski
Walerian Pawłowski (ur. 18 grudnia 1920 w Kielcach, zm. 10 października 2004 w Szczecinie) – polski dyrygent, kompozytor i popularyzator muzyki związany z Filharmonią Szczecińską, gdzie przez wiele lat prowadził muzyczne prelekcje dla młodzieży. 
W 1951 ukończył studia w krakowskiej Państwowej Wyższej Szkole Muzycznej na Wydziale Teorii, Kompozycji i Dyrygentury i rozpoczął pracę z Bydgoską Orkiestrą Radiową. W 1954 r. przyjechał do Szczecina i pracował jako dyrygent i konsultant programowy.
Walerian Pawłowski współpracował z Filharmonią Szczecińską oraz Państwową Wyższą Szkołą Muzyczną II Stopnia. Na Politechnice Szczecińskiej prowadził wykłady z zakresu sztuki. Jest autorem muzyki do wielu słuchowisk radiowych i do spektakli (m.in. "Otella" Szekspira, "Wyzwolenia" Wyspiańskiego). Walerian Pawłowski stworzył także sporo utworów scenicznych, m.in. do tekstu litewskiego poety E. Mieželaitisa "Żmogus" i "In memoriam" oraz do utworów Czesława Miłosza. 
Jest autorem kilku książek popularyzujących muzykę głównie klasyczną m.in. "Muzyka i miłość". Napisał dwie autobiograficzne książki: "Na krzywej pięciolinii" oraz "Takty i nietakty".
Przez wiele lat redagował w Kurierze Szczecińskim rubrykę pt. "Walerianowe Kropelki", w której wspominał swoją działalność artystyczną.
Zmarł 10 października 2004 r. w szczecińskim szpitalu przy ul. Arkońskiej. Został pochowany w alei zasłużonych na cmentarzu Centralnym w Szczecinie.